# Varol Tasar
Varol Salman Tasar (* 4. Oktober 1996 in Waldshut-Tiengen) ist ein deutsch-türkischer Fußballspieler, der beim Yverdon Sport FC unter Vertrag steht.

## Karriere
Tasar begann das Fußballspielen in seinem Heimatort in der F-Jugend des VfB Waldshut. Zur D-Jugend wechselte er zum SV 08 Laufenburg und bereits zur C-Jugend in die Schweiz zum BSC Old Boys Basel. Dort absolvierte er in der Rückrunde der Saison 2014/15 in der dritten Schweizer Liga seine ersten Spiele im Herrenbereich.
Um sich seinen Traum vom Profifußball zu erfüllen, nahm Tasar im Sommer 2015 ein Angebot des türkischen Drittligisten Aydınspor 1923 an. Dort blieb er jedoch ohne Pflichtspieleinsatz und verließ den Verein, auch ohne vereinbarte Gehaltszahlungen erhalten zu haben, nach vier Monaten wieder. Er kehrte in die Schweiz nach Basel zurück und schloss sich dem Amateurverein FC Klingnau an. Seine guten Leistungen dort sowie ein erfolgreiches Probetraining führten ihn im Sommer 2016 zum Team Aargau U-21 – ein ehemaliger Zusammenschluss zur Talentförderung der drei Vereine FC Aarau, FC Baden und FC Wohlen aus dem Kanton Aargau – das damals in der fünftklassigen 2. Liga interregional spielte. Gleichzeitig war Tasar Teammitglied der ersten Mannschaft des FC Aarau, die in der zweitklassigen Challenge League spielte und in der er sukzessive mehr Spielzeit erhielt. Ab September 2017 war er ausschließlich für die erste Mannschaft des FC Aarau im Einsatz.
Mit Aarau misslang ihm in viel beachteten Relegationsspielen gegen Neuchâtel Xamax zum Ende der Saison 2018/19 der Aufstieg in die erste Liga. Nach einem 4:0-Auswärtssieg im Hinspiel, bei dem Tasar die Tore zum 2:0 und 4:0 erzielt hatte, verlor Aarau das Heim-Rückspiel mit 0:4 nach Verlängerung und ebenso das anschließende Elfmeterschießen.
Tasar persönlich gelang jedoch der Aufstieg in die erstklassige Super League, da er bereits im Februar 2019 einen Vertrag beim damaligen Ligakonkurrenten und Tabellenspitzenreiter Servette FC unterschrieben hatte. Für den Transfer zahlte Servette eine geschätzte Ablösesumme im Bereich von 500.000 bis 700.000 Franken. Bei Servette erhielt Tasar für seine Leistungen in der Hinrunde der Saison 2019/20 gute Kritiken, da er mit seiner Schnelligkeit überzeugen sowie in fünf aufeinanderfolgenden Ligaspielen insgesamt fünf Treffer erzielen konnte.
Kurz nach Beginn der Saison 2020/21 wechselte Tasar zum FC Luzern, bei dem er einen Vierjahresvertrag bis 2024 unterschrieb. Im Mai 2021 gewann die Mannschaft den Schweizer Cup. Um mehr Spielpraxis zu erhalten, verlieh ihn der Verein im Juli 2022 zunächst an den türkischen Erstligisten Giresunspor. Aufgrund finanzieller Probleme des Vereins wurde der Leihvertrag jedoch einen Monat später wieder aufgelöst, woraufhin Tasar zunächst wieder nach Luzern zurückkehrte und schließlich Ende August für ein Jahr an seinen ehemaligen Verein FC Aarau verliehen wurde. Im Sommer 2023 wurde er weiter an den Ligakonkurrenten Yverdon Sport FC ausgeliehen. Kurz nach der folgenden Winterpause riss sich Talar in der Ligapartie gegen den FC Basel (0:2) zwar das Kreuzband im rechten Knie, trotzdem verpflichtete ihn der Verein zur neuen Saison 2024/25 fest.

## Erfolge
- Schweizer Pokalsieger: 2021